# الگوریتم چانگ اند روبرتز
الگوریتم چانگ اند روبرتز(به انگلیسی: Chang and Roberts algorithm) الگوریتم حلقه محور برای همگام‌سازی بر اساس انتخابات است که در رایانش توزیع شده استفاده می‌شود.

## الگوریتم
فرض می‌شود که هر فرایند یک شناسه منحصر به فرد دارد.
۱-همه فرایندها شناسایی شده و به عنوان غیر شرکت کننده، علامت گذاری می‌شوند.
۲-فرایندی که لیدر کمتری دارد انتخابات را آغاز می‌کند. شناسه خود را در خلاف جهت عقربه‌های ساعت ارسال می‌کند.
۳-هر زمان که پروسه‌ای شناسه خود یا شناسه فرایند قبل از خود را ارسال می‌کند، خود را به عنوان شرکت کننده علامت گذاری می‌کند.
۴-هر زمان که پروسه‌ای پیام انخابات را دریافت می‌کند، آن را با شناسه خود مقایسه می‌کند.